# Quercus viminea
Quercus viminea là một loài thực vật có hoa trong họ Cử. Loài này được Trel. miêu tả khoa học đầu tiên năm 1924.

## Hình ảnh